# Beirão likőr
A Beirão likőr egy portugál likőrfajta, melynek 22%-os alkoholtartalma van. Receptje ipari titok, melyet megalkotója J. Carranca Redondo, Lda fejlesztett ki. A világ számos pontjáról származó (Malajzia, Brazília, Thaiföld) gyógynövény és különböző magok kettős desztillálásával készül.

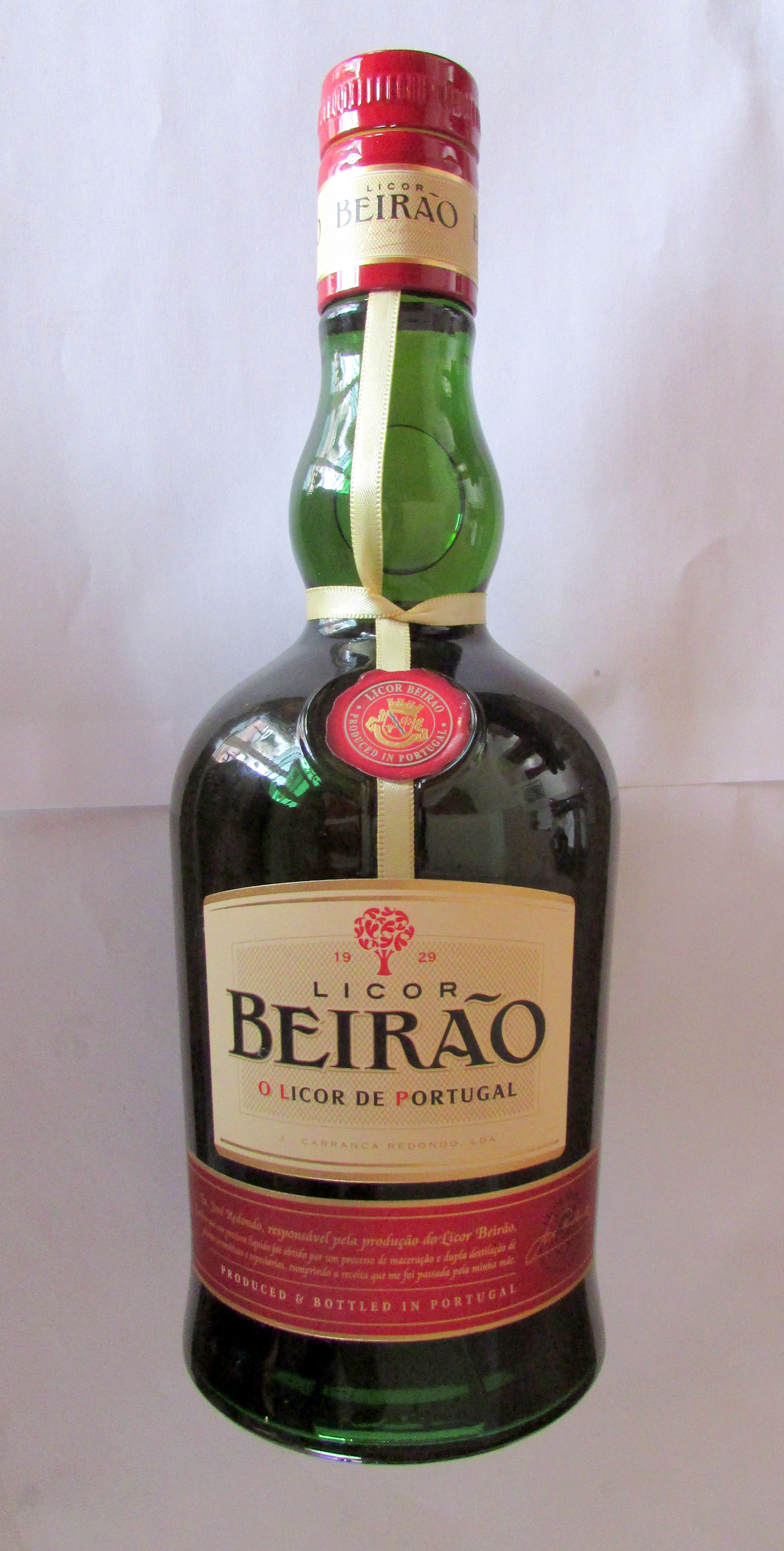
A Beirão likőr egy palackja

## Nevének eredete
A Beirão egy portugál melléknév, melynek jelentése Beirából való, Beirából származó, mely Portugália korábbi kerületének neve volt, jól lehet manapság az ország Centro régiójához tartozik. 

## Története
A Beirão likőrt a 19. században kezdték el gyártani mint gyógyászati terméket gyomortáji fájdalmak kezelésére a  Lousã településen lévő gyógyszertárban. A század utolsó éveitől kezdve az alkoholtartalmú italok már nem szerepelhettek az orvosságok listáján, ugyanakkor a likőr eredeti alkotójának vője egy kis gyárban továbbfolytatta a Beirão likőr termelését. 1929-ben a II. Beirao Kongresszuson a likőr aranyérmet szerzett egy versenyen, és egyúttal innen eredeztethető elnevezése is. 1940-ben a gyárat megvásárolta José Carranca Redondo (1921-2005). Az 1960-as években Redondo országosan ismertté és elismertté tette a Beirão likőrt. Megértette a reklámozás fontosságát és megalkotta Portugália első óriásplakátos hirdetési kampányát.

## Fordítás
Ez a szócikk részben vagy egészben  a   Licor Beirão című angol Wikipédia-szócikk ezen változatának fordításán alapul.  Az eredeti cikk szerkesztőit annak laptörténete sorolja fel. Ez a jelzés csupán a megfogalmazás eredetét és a szerzői jogokat jelzi, nem szolgál a cikkben szereplő információk forrásmegjelöléseként.